# Gaston Fleischel
 (mai 2016).
Gaston Fleischel, né le 6 octobre 1885 à Reichshoffen (Allemagne - aujourd'hui dans le Bas-Rhin) et mort le 17 décembre 1965 à Nanterre (Seine - aujourd'hui dans le département des Hauts-de-Seine), est un ingénieur et entrepreneur français, inventeur du système de transmission automatique, ancêtre de la boîte de vitesses.

## Biographie

### Un jeune inventeur
Gaston Fleischel est né le mardi 6 octobre 1885 à Reichshoffen, dont Michel Fleischel (1831-1903), son père, fut maire de 1871 à 1874. Depuis la défaite française lors de la guerre de 1870, la proclamation du IIe Reich à Versailles, le 18 janvier 1871, et surtout le traité de Francfort signé le 10 mai 1871, la commune de Reichshoffen fait partie de l'Empire allemand par l'annexion de l'Alsace-Lorraine. 
Le jeune garçon ne resta cependant pas longtemps dans son pays natal car sa famille, qui n'avait jamais accepté cette annexion, préféra que l'enfant grandisse dans le pays dont elle s'était toujours considérée comme citoyenne et choisit donc l'émigration pour la France. C'est à Jarville (près de Nancy), où son père et son grand-père maternel créèrent une entreprise de fabrication d'instruments de pesage et de commerce du bois, la société Kuhn et Fleischel, que la famille Fleischel décida de s'installer.
C'est donc dans une ambiance patriotique et industrielle que le jeune Gaston grandit. Il devint très tôt un bricoleur hors pair et dès ses 18 ans il mit au point une motocyclette. Fier de son engin, ce dernier lui posa toutefois un problème : il doit pédaler dans les côtes. Il démonta son véhicule et l'agrémenta d'une pièce supplémentaire de son invention : c'est le fameux changement de vitesses (fondé sur le principe de la poulie à diamètre variable). Grâce à un régulateur centrifuge, masse tournante agissant à l'encontre du ressort, il pouvait enfin monter les côtes sans pédaler, car la poulie se mettait automatiquement en petite vitesse.
Il déposa son brevet en 1903.
Il épousa Marguerite Walther, fille du capitaine d'artillerie Albert Walther et de Jeanne Reddon (fille d'Alcide Reddon et de Nathalie Benoist de La Grandière, fondateurs de la maison de santé Villa Penthièvre à Sceaux). Ils seront les parents de l'aviateur Michel Fleischel, abattu en vol le 14 février 1945.

### L'industriel
Sorti major de l'École Centrale des Arts et Manufactures de Paris en 1910, il sert comme officier d'artillerie et directeur d'une usine de guerre durant la Première Guerre mondiale.
Il décida en 1919 de décentraliser en province l'entreprise qu'il avait fondée quelques années auparavant à Courbevoie. Recherchant un site relativement proche de la capitale, bien desservi par la route et la voie ferrée, son choix se porta sur une ancienne usine de cartons d'emballage le long du Loing proche de la gare à Bléneau (Yonne). Il y fit fabriquer de 1920 à 1932 des moulinets Renards pour le réglage des moteurs à explosion, des appareils de pointage pour l'artillerie, des machines automatisées pour la production de cartouches de chasse, des chariots-moteurs Fleno (contraction des mots Fleischel et Bléneau) et les éléments prototypes de ses inventions.
En 1925, il reprend ses recherches sur l'automatisme sur la Citroën B14 qui devient la première voiture automatique du monde. Puis dès 1931, le constructeur automobiles Peugeot à Sochaux s'interesse à son invention. Il met au point en 1935 la Peugeot 402 équipée de son dispositif. Cette même année, le modèle sera exposé au Salon de l'automobile. Les paysages particulièrement vallonnés de la Puisaye servirent entre 1925 et 1935 de terrain pour expérimenter ces véhicules d'un nouveau genre (en particulier la côte de Saint-Eusoge, entre Bléneau et Rogny).
Pour diffuser cette découverte, une nouvelle société est créée en 1938, la T.A.F (Transmissions Automatiques Fleischel). Des constructeurs étrangers, comme Fiat mais surtout Chrysler, se montrèrent à leur tour très intéressés par le concept.

### La Guerre et la ruine
L'année 1939 marque le début de la guerre en Europe. Envoyé en mission aux États-Unis par le gouvernement français, Gaston Fleischel est surpris par la signature de l'armistice de 1940. Rallié à la France libre, il restera sur le continent américain jusqu'à la fin des hostilités.
Seul, éloignés des siens restés en France, il assista impuissant à la mise sous séquestre et à la commercialisation de ses brevets en vertu des mesures prises par les Américains à l'égard des brevets des pays ennemis ou occupés, dont la France fait partie.
En 1945, son fils Michel, officier d'aviation, disparaît en vol lors des combats pour la libération de la France. Ancien élève du lycée Jacques-Amyot d'Auxerre, fait prisonnier en 1940, Michel Fleischel s'évada pour rejoindre l'Angleterre. En son souvenir, la promotion 1983 de l'École de l'air de Salon-de-Provence reçut le nom du lieutenant Fleischel.
Ce n'est qu'en 1947 que les brevets furent restitués à la T.A.F. Mais celle-ci n'était pas assez puissante pour attaquer en contrefaçon les constructeurs américains. Elle vendit alors les brevets à une société franco-américaine la Speciality Equipment & Machinery Corp. qui, avec le concours de Gaston Fleischel, attaqua Packard, l'un des constructeurs américains.
La paternité de son invention ne fut reconnue officiellement qu'en 1953 avec la signature d'un accord transactionnel prévoyant le rachat de la société Speciality Equipment & Machinery Corp. et donc du brevet qui y est associé. De ce dernier dépendent toutes les transmissions automatiques du monde. À ce titre, la Société des ingénieurs de l'automobile (SIA) lui remit le 21 juin 1955 la médaille d'honneur en or de la S.I.A.
Gaston Fleischel mourut dans l'anonymat à Nanterre (Hauts-de-Seine) le 17 décembre 1965, à l'âge de 80 ans.
L'une des rues de sa ville natale porte aujourd'hui son nom.

## Sources
- Office de tourisme de Bléneau
- L'Yonne républicaine